# Macrosiphum paektusani
Macrosiphum paektusani är en insektsart som beskrevs av Lee, S. och Havelka 2009. Macrosiphum paektusani ingår i släktet Macrosiphum och familjen långrörsbladlöss. Inga underarter finns listade i Catalogue of Life.